# Soundz of Freedom
Soundz of Freedom (conocido también como Soundz of Freedom: My Ultimate Summer of Love Mix) es el quinto álbum de Bob Sinclar lanzado el 14 de mayo de 2007. El álbum contiene nuevas pistas originales, así como también remezclas de pistas de álbumes anteriores. Además incluye un DVD con actuaciones en directo de varios países y otro con videos musicales oficiales.
La portada del álbum fue diseñada por James Rizzi.

## Lista de canciones
| Edición mezclada |                                                                    |                                                  |          |  |
| N.º              | Título                                                             | Colaborador(es)                                  | Duración |  |
| 1.               | «Sound of Freedom»                                                 | junto a Cutee B con Gary Pine & Dollarman        | 4:05     |  |
| 2.               | «Rock This Party 2007»                                             | junto a Cutee B con Dollarman, Big Ali & Makedah | 3:50     |  |
| 3.               | «What I Want»                                                      | presents Fireball                                | 3:53     |  |
| 4.               | «Hard»                                                             | The Hard Boys                                    | 4:00     |  |
| 5.               | «Kiss My Eyes» (Cubeguys remix)                                    | Camille Lefort                                   | 6:20     |  |
| 6.               | «I Feel for You» (Axwell remix)                                    |                                                  | 6:17     |  |
| 7.               | «Everybody Movin'» (parte 1; Kurd Maverick & Eddie Thoneick remix) | Ron Carroll & MZ Toni                            | 6:05     |  |
| 8.               | «Everybody Movin'» (parte 2; Guy Schreiner remix)                  | Ron Carroll & MZ Toni                            | 4:23     |  |
| 9.               | «Ultimate Funk» (Tocadisco remix)                                  | Big Ali                                          | 4:34     |  |
| 10.              | «The Beat Goes On» (Mousse T. remix)                               | Linda Lee Hopkins                                | 5:10     |  |
| 11.              | «Champs Elysées Theme» (Jamie Lewis remix)                         |                                                  | 5:15     |  |
| 12.              | «Tribute»                                                          | Michael Robinson & Ron Carroll                   | 7:36     |  |
| 13.              | «Together»                                                         | Steve Edwards                                    | 6:52     |  |
| 14.              | «Give a Lil' Love» (Parte 2; Eric Kupper remix)                    | Gary Pine                                        | 7:01     |  |
| 1:15:26          |                                                                    |                                                  |          |  |

| DVD (On Tour) |                                      |          |  |
| N.º           | Título                               | Duración |  |
| 1.            | «North American Tour 2006»           | 11:02    |  |
| 2.            | «Brazilian Tour 2006»                | 12:33    |  |
| 3.            | «Australian Tour 2007»               | 10:58    |  |
| 4.            | «Dubai & Bahrain 2006»               | 2:26     |  |
| 5.            | «Miami Winter Music Conference 2007» | 5:23     |  |
| 42:22         |                                      |          |  |

| DVD (Videos musicales) |                                |          |  |
| N.º                    | Título                         | Duración |  |
| 1.                     | «Sound of Freedom»             | 3:42     |  |
| 2.                     | «Sound of Freedom» (Making Of) | 3:59     |  |
| 3.                     | «Love Generation» (en vivo)    | 3:02     |  |
| 4.                     | «Rock This Party»              | 3:37     |  |
| 5.                     | «Kiss My Eyes»                 | 3:19     |  |
| 6.                     | «I Feel for You»               | 3:38     |  |
| 7.                     | «The Beat Goes On»             | 3:09     |  |
| 24:26                  |                                |          |  |

## Posicionamiento en listas
| Lista (2007)                  | Mejor posición |
| ----------------------------- | -------------- |
| Bélgica (Ultratop flamenca)   | 22             |
| Bélgica (Ultratop valona)     | 10             |
| Francia (SNEP)                | 7              |
| Países Bajos (Album Top 100)  | 85             |
| Portugal (AFP)                | 10             |
| Reino Unido (UK Albums Chart) | 144            |
| Suiza (Schweizer Hitparade)   | 22             |